# Литица
Литица или клиф (енгл. cliff), назив је за стрму абразиону падину насталу приликом разарања високе основне обале под утицајем таласа. Настанак клифа инициран је маринским процесом, док, по механизму процеса, припада колувијалном процесу. Временом се повлачи на рачун мора и тако повећава ширину абразионе обалске терасе, која лежи у његовом подножју. Висина и нагиб клифа зависе од иницијалног рељефа, литолошког састава и склопа обале. Клифови често достижу висине и хектометарског реда величина, а њихов нагиб може бити скоро вертикалан. У случају ниских, заравњених обала, које су изграђене од меких и растреситих стена, клиф је готово неприметан у рељефу.
Ескарп је врста литице, настала померањем геолошког раседа или клизишта, или можда одронима стена које се обрушавају што мења диференцијалну ерозију слојева стена селекционе или деформишуће тврдоће.

## Етимологија
Енглески назив за литицу, енгл. cliff потиче од староенглеске речи clif са суштински истим значењем, која је сродна са холандским, доњенемачким и старонордијским klif. Могуће је да сви они потичу из романске позајмљене речи у примитивном германском која води порекло од латинских облика clivus / clevus („нагиб“ или „брдо“).

## Велике и познате литице
С обзиром на то да литица не мора да буде тачно вертикална, може постојати нејасноћа око тога да ли је дата падина литица или не, као и колики део одређене падине треба рачунати као литицу. На пример, с обзиром на истински вертикални стенски зид изнад веома стрме падине, могао би се рачунати само зид од стене или комбинација. Листе литица су стога инхерентно непоуздане.
Неке од највећих литица на Земљи налазе се под водом. На пример, пад од 8.000 м на распону од 4.250 м може се наћи на гребену унутар рова Кермадек.
Највише стрме невертикалне литице на свету су Рупал Фаце Нанга Парбат и југоисточно лице Гјала Пери, које се обе уздижу око 4.600 m, или 15.000 стопа, изнад своје основе. Према другим изворима, највиша литица на свету, висока око 1.340 m, је источно лице Великог Транга у планинама Каракорам у северном Пакистану. Овде се користи прилично строг појам литице, пошто се цифра од 1340 m односи на скоро вертикални зид од два наслагана стуба; додавањем веома стрмог прилаза доводи укупан пад са Источног лица до оближњег глечера Данге на скоро 2.000 m.
Локација највиших морских литица на свету зависи и од дефиниције 'литице' која се користи. Гинисова књига рекорда наводи да је Калаупапа, Хаваји,] на 1.010 m висине. Још један кандидат је северна страна врха Митре, који се спушта 1.683 m до Милфорд Соунда, Нови Зеланд. Они подлежу мање строгој дефиницији, пошто је просечан нагиб ових литица у Каулапапи око 1,7, што одговара углу од 60 степени, а врх Митре је сличан. Вертикални пад у море може се наћи у Маујит Какарсујасији (такође познат као 'Тамнејл') који се налази у области Торсукатак фјорда на самом врху Јужног Гренланда и пада 1.560 m скоро вертикално.

## Списак
Следи непотпуна листа светских литица.

### Африка
Изнад мора
- Анашке литице, Тенерифе, Канарска острва, Шпанија, 592 m (1.942 ft) изнад Атлантског океана
- Рт Хангклип, Западни Кејп, Јужна Африка, 453,1 m (1.487 ft) изнад залива Фалсе, Атлантски океан
- Кејп Појнт, Западни Кејп, Јужна Африка, 249 m (817 ft) изнад Атлантског океана
- Чапманов врх, Западни Кејп, Јужна Африка, 596 m (1.955 ft) изнад Атлантског океана
- Карбонкелберг, Кејптаун, Западни Кејп, Јужна Африка, 653 m (2.142 ft) изнад залива Хаут, Атлантски океан
- Когелберг, Западни Кејп, Јужна Африка, 1.289 m (4.229 ft) изнад залива Фалсе, Атлантски океан
- Лос Гигантес, Тенерифе, Канарска острва, Шпанија, 637 m (2.090 ft) изнад Атлантског океана
- Стона планина, Кејптаун, Западни Кејп, Јужна Африка, 1.086 m (3.563 ft) изнад Атлантског океана

Изнад копна
- Безбројни врхови у планинама Дрејкенсберг у Јужној Африци сматрају се формацијама литица. Венац Дрејкенсберг се, заједно са етиопским планинама Симиен, сматра једним од два најбоља ерозиона планинска ланца на Земљи. Због њихове скоро јединствене геолошке формације, опсег има изузетно висок проценат литица које чине његову дужину, посебно дуж највишег дела ланца. Овај део ланца су готово непрекидне литице, у распону од 600 m (2.000 ft) до 1.200 m (3.900 ft) на висини за скоро 250 km (160 mi). Од свих, најпознатији је „Дракенсберг амфитеатар“ (горе поменути). Остале запажене литице укључују Тројански зид, Клефт Пик, Инџисути триплет, Врх Катедрале, Монахова капа, Мнвени Бутрес, итд. Литице кањона реке Блајд, технички још увек део Дрејкенсберга, могу бити преко 800 m (2.600 ft), са главним лицем Свадини Батреса око 1.000 m (3.300 ft) високим.
  - Амфитеатар Дрејкенсберг, Јужна Африка 1.200 m (3.900 ft) изнад базе, дужине 5 km (3,1 mi). Водопад Тугела, други највиши водопад на свету, пада 948 m (3.110 ft) преко ивице литице.
- Карамбони, Мадагаскар, 380 m (1.250 ft) изнад базе.
- Планина Меру, стене калдере у Танзанији, 1.500 m (4.900 ft)
- Цараноро, Мадагаскар, 700 m (2.300 ft) изнад базе

### Америка

#### Север
Неколико великих гранитних лица у арктичком региону надмеће се за титулу „највећег вертикалног пада на Земљи“, али поуздана мерења нису увек доступна. Могући кандидати укључују (мере су приближне):
- Планина Тор, Бафиново острво, Канада; укупно 1.370  (4.500 ); врх 480  (1600 ) је надвишена. Ово се обично сматра највећим вертикалним падом на Земљи[2] са 1.2500  (4.100 ).
- Чисто северно лице Полар Сан Спајера, Бафиново острво, уздиже се 4.300  изнад равног залеђеног фјорда, иако се доњи део лица одваја од вертикалног зида низом избочина и потпора.[8]
- Западне стране Кетила и његовог суседа Уламерторсуака у Тасермиуту на Гренланду су пријављене као високе преко 1.000 .[9][10][11] Још једна релевантна литица на Гренланду је Агдлерусакаситов Тамнејл.[12]

## Хабитат
Рељеф литице пружа јединствене станишне нише за различите биљке и животиње, чијим преференцијама и потребама одговара вертикална геометрија овог типа рељефа. На пример, бројне птице одлучију да бирају локације на литици за гнежђење, често вођене одбрамбеношћу ових локација, као и одсуством одређених предатора.

### Флора
Популација ретке Borderea chouardii, током 2012. године, постојала је само на два литична станишта унутар западне Европе.